# Thomas Ewing

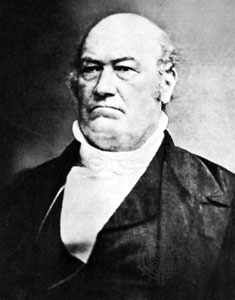
Thomas Ewing

Thomas Ewing Sr. (* 28. Dezember 1789 im Ohio County, Virginia; † 26. Oktober 1871 in Lancaster, Ohio) war ein US-amerikanischer Politiker, US-Senator, Finanzminister und erster Innenminister der USA.

## Studium, berufliche Laufbahn und Familie
Der im heutigen West Virginia geborene Thomas Ewing absolvierte ein Studium der Rechtswissenschaften an der Ohio University in Athens, an der er 1815 einen Bachelor of Arts (A.B.) erwarb. Nach der Zulassung zum Rechtsanwalt 1816 gründete er eine eigene Kanzlei in Lancaster.
Durch die 1829 geschlossene Ehe mit Maria Wills Boyle wurde er zum Stiefvater des Generals William T. Sherman, der daraufhin zusätzlich zum Namen des Shawnee-Häuptlings Tecumseh den christlichen Namen William annahm und später auch Ewings Tochter heiratete. Die drei leiblichen Söhne Hugh (1826–1905), Thomas (1829–1896) und Charles (1835–1893) waren Generale während des Bürgerkrieges.

## Politische Laufbahn

### Senator der Vereinigten Staaten
Ewing begann seine politische Laufbahn erst relativ spät mit der Wahl zum US-Senator im Jahr 1830. Dort vertrat er als Mitglied der National Republican Party von 1831 bis 1837 die Interessen von Ohio; später trat er den Whigs bei. 1836 scheiterte jedoch seine Wiederwahl.
Am 20. Juli 1850 wurde er dann zum Senator ernannt, um die Amtszeit von Thomas Corwin zu beenden, der von Präsident Fillmore zum Finanzminister ernannt worden war. Dieses Amt übte er jedoch nur bis zum Ablauf der Wahlperiode am 3. März 1851 aus, da er zuvor mit seiner Kandidatur bei den Wahlen um den ersten Senatssitz Ohios gescheitert war.

### Finanzminister unter den Präsidenten Harrison und Tyler

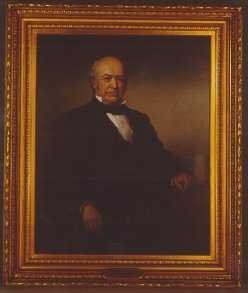
Porträt von Thomas Ewing im Finanzministerium

Am 4. März 1841 wurde er von Präsident William Henry Harrison als Finanzminister in dessen Kabinett berufen. Als Harrison bereits einen Monat später im Amt verstarb, behielt er das Amt des Finanzministers auch unter dessen Nachfolger im Amt, Vizepräsident John Tyler.
Nachdem der Kongress das von Finanzminister Levi Woodbury eingebrachte Gesetz zur Schaffung eines unabhängigen Finanzsystems aufgehoben hatte, wurde Ewing mit der Schaffung eines neuen Aufbewahrungsortes der Regierungsgelder beauftragt. Er brachte daraufhin mehrere Vorschläge ein, die auch die Einrichtung einer neuen Nationalbank beinhalteten. Jedoch wurde keiner dieser Vorschläge angenommen und der amtierende Präsident Tyler, der bei seiner Wahl zum Vizepräsidenten eher zufällig unter die Whigs geraten war und sich eher in der demokratischen Tradition von Thomas Jefferson und Andrew Jackson sah, vereitelte die Pläne zur Schaffung einer Zentralbank anstelle des unabhängigen Finanzsystems. Aus Tylers Sicht konnten aufgrund der Verfassung das Finanzministerium nicht einzelne Zweigstellen einer Zentralbank in den Bundesstaaten ohne deren Einverständnis einrichten.
Aufgrund der Ablehnung seiner Pläne wurde John Tyler aus der Partei der Whigs ausgeschlossen, und Ewing trat (wie alle anderen Minister außer Daniel Webster) auf Abruf des Whig-Anführers Henry Clay am 11. September 1841 als Finanzminister zurück.

### Erster Innenminister der USA unter Präsident Taylor
Am 8. März 1849 wurde er von Präsident Zachary Taylor zum ersten Innenminister der USA ernannt. Dieses Amt übte er auch knapp zwei Wochen unter dessen Nachfolger Millard Fillmore bis zum 22. Juli 1850 aus.
In der Aufbauphase des Ministeriums wurden ihm aus verschiedenen anderen Ministerien Behörden zugeteilt, wie das Grundbesitzamt aus dem Finanzministerium und das Büro für Indianerangelegenheiten aus dem Kriegsministerium. Die Gründungsphase war insbesondere auch deshalb unorganisiert, weil das Ministerium keine eigenen Gebäude besaß und Ewing erst Büroräume anmieten musste. Erst nach seinem Ausscheiden aus dem Amt erhielt das Innenministerium 1852 eigene Büroräume im Ostflügel des Patentamtes.
1868 wollte ihn schließlich Präsident Andrew Johnson als Nachfolger von Edwin M. Stanton zum Kriegsminister berufen. Diese Ernennung scheiterte jedoch am Veto der Senatsmehrheit, die noch aufgebracht über die Entlassung Stantons war, die den Hauptanklagepunkt im gescheiterten Impeachmentverfahren gegen Johnson darstellte.